# Express Non-Stop
Express Non-Stop er det tredje studiealbum fra den danske popgruppe Alphabeat, der udkom den 24. september 2012 på Copenhagen Records. Albummets tema er kærlighed ligesom på de to forgående albummer. Forsanger Stine Bramsen siger om albummet: "Vi har fokuseret meget på vibe i sangene, som f.eks. den tropiske sound på "Love Sea" og "Vacation". Og så har vi været grebet af en old-school feststemning, man kender fra gamle 70'er- og 80'er-film – Dem hvor alt kan, og vil, gå galt. Med det sagt, så rummer pladen også en god portion skjult melankoli og længsel. En længsel netop tilbage til den der tabte sommer, hvor man løb væk fra festen sammen, fik sit første kys og blev ramt af den første forelskelse, under stjernerne på en strand, hvor tankerne svømmer ud over bølgerne med retning mod solnedgangen i horisonten".
Express Non-Stop debuterede på tredjepladsen af album-hitlisten, men tilbragte kun seks uger i top 40, hvilket gør albummet til Alphabeats mindst succesfulde. "Vacation" og "Love Sea" blev albummets største hits, og har begge modtaget guld for streaming. "Vacation" var desuden et stort radiohit i 2012 på P3 og P4.

## Singler
"Vacation" udkom som førstesingle den 12. marts 2012. Alphabeat optrådte med nummeret live ved finalen i X Factor 2012 på DR1 den 23. marts. Samme dag debuterede singlen på en femtendeplads på download-hitlisten, hvilket er Alphabeats laveste hitliste-position i deres karriere. I december 2012 modtog singlen guld for 900.000 streams. "Vacation" var dem ottende mest spillede sang på P3 og P4 i 2012.
Den 13. august 2012 udkom "Love Sea" som albummets anden single. "Love Sea" opnåede en tiendeplads på hitlisten. I november 2013 modtog singlen guld for 900.000 streams.
"X-Mas (Let's Do It Again)" udkom som tredje single den 23. november 2012. Den blev senere inkluderet på en genudgivelse af Express Non-Stop med undertitlen X-Mas Edition. 
Den 18. februar 2013 udkom albummets fjerde single "Show Me What Love Is" i et Time Machine radio edit.

## Spor
Alle sange skrevet og komponeret af Alphabeat. 
| #   | Titel                    | Længde |
| --- | ------------------------ | ------ |
| 1.  | "The Beat Don't Stop"    | 2:43   |
| 2.  | "Love Sea"               | 3:55   |
| 3.  | "Since I Met You"        | 3:15   |
| 4.  | "Younger Than Yesterday" | 3:14   |
| 5.  | "Mad About You"          | 3:47   |
| 6.  | "Express Non-Stop"       | 5:53   |
| 7.  | "Vacation"               | 2:55   |
| 8.  | "Brand New Day"          | 3:21   |
| 9.  | "Show Me What Love Is"   | 3:30   |
| 10. | "Love on the Line"       | 3:57   |

| 11. | "X-Mas (Let's Do It Again)" | 3:40 |